# Kurt Hummel
Kurt Hummel is een personage uit de Amerikaanse televisieserie Glee van Fox Broadcasting Company, gespeeld door Chris Colfer. Hij is een van de leden van de fictieve Glee Club en de feitelijk bestaande Glee Cast. Het personage is bedacht door Ryan Murphy, Brad Falchuk en Ian Brennan. Kurt is een fashionista contratenor en homoseksueel, waarvoor hij vaak gepest wordt door het Americanfootballteam van zijn school, de fictionele William McKinley High School in Lima, Ohio, waar de show zich afspeelt. Kurt veranderde uiteindelijk van school, naar The Dalton Academy. Daar ontmoette hij Blaine, die later in het tweede seizoen met Kurt een koppel vormt. Later in de serie in de aflevering "Born this way" keert Kurt weer terug naar William McKinley High. Buiten de Glee-groep zijn Mercedes Jones, Tina Cohen-Chang, Brittany S. Pierce en Blaine Anderson Kurts beste vrienden.
Chris Colfer vertelde dat de naam van zijn personage, Kurt, is afgeleid van het personage dat hij voordien speelde in een voorstelling van The Sound of Music, namelijk Kurt von Trapp. De achternaam, Hummel, is afkomstig van de "Hummel figurines", Duitse beeldjes met rode wangen waaraan Colfer de schrijvers van Glee deed denken.

## Personage
Kurt Hummel (Chris Colfer) is een nogal geobsedeerde modegoeroe. Hoewel hij in het begin niet direct uitkomt voor zijn geaardheid, is al gauw duidelijk dat hij homoseksueel is. Hij is de enige op school die uitkomt voor zijn geaardheid en dat valt hem zwaar.
Toen hij acht jaar oud was, verloor hij zijn moeder. Sindsdien woont hij alleen met zijn vader Burt Hummel (Mike O'Malley). Zijn vader accepteert hem zoals hij is en, hoewel Kurt er moeite mee had hem te vertellen over zijn geaardheid, werd duidelijk dat zijn vader ondanks alles om hem geeft, ook al weet hij dan niet precies hoe ermee om te gaan.
Kurt is een echte diva en is een contratenor. Hij heeft een stem die goed past in de Glee Club. Hij ligt vaak in de clinch met Rachel Berry (Lea Michele), de zelf uitgeroepen ster van de groep. Ondanks dat beginnen ze elkaar steeds meer te waarderen. Zijn beste maatje in de club is Mercedes Jones (Amber Riley). Zij had een oogje op hem en was de eerste aan wie Kurt vertelde dat hij homoseksueel was.
Kurt heeft een tijd lang een oogje op Finn Hudson (Cory Monteith). Finn weet hem wel enigszins af te wimpelen, maar Kurt blijft dromen. In de hoop meer tijd met hem te kunnen doorbrengen, koppelt hij zelfs zijn eigen vader aan de moeder van Finn, Carole Hudson (Romy Rosemont). Als blijkt hun ouders gaan samenwonen, breekt de hel echter los. Finn wil geen kamer delen met Kurt, wat leidt tot frustratie. Daarnaast moet Kurt ook nog de vernederingen van Dave Karofsky (Max Adler) en zijn maat ondergaan. Hoewel Finn zich niet helemaal comfortabel voelt in het gezelschap van Kurt op school te verschijnen, neemt hij het uiteindelijk toch voor hem op. Als de vader van Kurt aankondigt dat hij gaat trouwen met Carole, is Kurt blij voor ze en organiseert de bruiloft. Op de bruiloft zingt de Glee Club het bruidspaar toe en accepteert Finn Kurt als zijn broer.
Kurt krijgt het even zwaar als zijn vader een hartaanval krijgt en een tijdje in een coma ligt. Als iedereen in de Glee Club hem wil steunen met religieuze liederen, wijst hij dit af omdat hij niet gelooft in een God die tegen homoseksuelen is. Zijn vader knapt uiteindelijk op, maar de problemen op school lijken alleen maar erger te worden. Dave Karofsky lijkt het echt op hem te hebben gemunt en drijft Kurt tot het uiterste. Na een ruzie met de andere jongens in Glee Club, besluit Kurt een kijkje te nemen op de Dalton Academy, een privéschool voor jongens. De Glee Club wordt daar zonder meer geaccepteerd. Ook blijkt er een strikt toegepast antipestbeleid te zijn. Kortom, ieder wordt daar genomen zoals hij is. Hij ontmoet de knappe Blaine Anderson (Darren Criss), die ook homoseksueel is. Blaine begrijpt Kurt omdat hij zelf op zijn oude school ook gepest werd en helpt hem op zijn weg naar acceptatie, al is deze niet de makkelijkste. Kurt voelt zich echter zo bedreigd op McKinley High, dat ook zijn vader en Carole besluiten om hem naar Dalton Academy te laten gaan, ongeacht de kosten. Helaas moet Kurt daardoor New Directions verlaten en hij wordt lid van de Warblers, de Glee Club van Dalton Academy. Het is even wennen voor Kurt, maar dankzij Blaine voelt hij zich wel aardig thuis. Wel mist hij soms de New Directions en zelfs Rachel.
In seizoen 3 komt Kurt weer terug in de serie. Ook in seizoen 4 zal hij zijn opwachting maken, in een verhaallijn die half over Rachel, Finn en hem zal gaan en de andere helft over de overige personages. In seizoen 5 verliest Kurt zijn (half)broer Finn.